# Rosario (Uruguai)
Rosário (também conhecida como Rosario Oriental, Villa del Rosario, ou Rosario del Colla) é uma cidade uruguaia localizada no departamento de Colônia, ao sudoeste do país. Fundada por Benito Herosa em 24 de janeiro de 1775, se encontra na margem direita do Arroio Colla, próximo da desembocadura com o Rio Rosário. Distante 50 km da capital departamental, Colônia do Sacramento, está no encontro da Ruta 1 com a Ruta 2. Segundo o censo do ano de 2011, realizado pelo INE, a cidade conta com uma população de 10 085 habitantes .